# Cantone di Bécherel
Il Cantone di Bécherel era una divisione amministrativa dell'arrondissement di Rennes.
A seguito della riforma approvata con decreto del 18 febbraio 2014, che ha avuto attuazione dopo le elezioni dipartimentali del 2015, è stato soppresso.

## Composizione
Comprendeva i comuni di:
- Bécherel
- Cardroc
- La Chapelle-Chaussée
- Les Iffs
- Irodouër
- Langan
- Miniac-sous-Bécherel
- Romillé
- Saint-Brieuc-des-Iffs
- Saint-Pern